# Go Ahead Eagles
El Go Ahead Eagles (en español: Adelante Águilas) es un club de fútbol neerlandés, con sede en la ciudad de Deventer, provincia de Overijssel. Fue fundado en 1902 y juega en la Eredivisie, la máxima categoría del fútbol nacional. El club ejerce de local desde 1920 en el Adelaarshorst Stadion. Entre sus mayores logros se encuentra el haberse coronado como campeón nacional en cinco ocasiones: en el amateurismo, en los años 1917, 1922, 1930, 1933; y en la era profesional, con la obtención de la Copa de los Países Bajos de la temporada 2024-25.
De su cantera han surgido destacados jugadores, tales como Raimond van der Gouw, René Eijkelkamp, Marc Overmars, Paul Bosvelt, Jan Kromkamp, Victor Sikora, Bert van Marwijk y Demy de Zeeuw mientras que destacados entrenadores Henk ten Cate, Erik ten Hag y Leo Beenhakker, iniciaron sus carreras dirigiendo al equipo de Deventer.

## Historia
El club se funda el año 1902, bajo el nombre de Be Quick, aunque en 1905, con su entrada en la antigua KNVB cambiaría su nombre debido a las reglas de la Federación Holandesa de Fútbol pues ya existía un club con el mismo nombre, el «Be Quick Groningen». También ese mismo año se eligen el rojo y el amarillo como los colores del club.
El primer año en Eastern 2nd Division C termina último. Cinco años después  ascendió a la clase regional más alta, gracias a una victoria por 3-1 sobre ZAC de Zwolle. Su primer éxito llegaría en 1917, ganando el primero de cuatro campeonatos nacionales (1917; 1922; 1930 y 1933). En 1965 logra un subcampeonato de la Copa de los Países Bajos, tras caer en la final ante el Feyenoord Rotterdam, en 2025 logra la KNVB Beker, su primer trofeo como profesionales ganándole en la tanda de penaltis al AZ Alkmaar tras acabar con empate a uno en la prórroga.
Este club es conocido principalmente por haber logrado formar jugadores que posteriormente triunfarían a nivel internacional, como es el caso de Marc Overmars, Paul Bosvelt y Demy de Zeeuw.

## Palmarés

### Torneos nacionales
- Eredivisie (4): 1917, 1922, 1930, 1933
- KNVB Beker (1): 2025
- Tweede Divisie (1): 1959

## Participación en competiciones de la UEFA
| Temporada | Torneo                    | Ronda          | Club                   | Casa | Visita | Global   |
| --------- | ------------------------- | -------------- | ---------------------- | ---- | ------ | -------- |
| 1965-66   | European Cup Winners' Cup | 1              | Celtic                 | 0–6  | 0–1    | 0–7      |
| 1967      | UEFA Intertoto Cup        | Fase de grupos | Lierse                 | 1–2  | 0–2    | 4° lugar |
| 1967      | UEFA Intertoto Cup        | Fase de grupos | Rouen                  | 5–0  | 3–4    | 4° lugar |
| 1967      | UEFA Intertoto Cup        | Fase de grupos | Grenchen               | 3–1  | 0–2    | 4° lugar |
| 1969      | UEFA Intertoto Cup        | Fase de grupos | Szombierki Bytom       | 2–2  | 0–1    | 3° lugar |
| 1969      | UEFA Intertoto Cup        | Fase de grupos | Östers IF              | 1–1  | 2–3    | 3° lugar |
| 1969      | UEFA Intertoto Cup        | Fase de grupos | Lugano                 | 1–1  | 4–0    | 3° lugar |
| 1984      | UEFA Intertoto Cup        | Fase de grupos | Standard Liège         | 1–1  | 2–4    | 4° lugar |
| 1984      | UEFA Intertoto Cup        | Fase de grupos | OB                     | 1–1  | 0–3    | 4° lugar |
| 1984      | UEFA Intertoto Cup        | Fase de grupos | Eintracht Braunschweig | 2–1  | 1–2    | 4° lugar |
| 2015–16   | UEFA Europa League        | 1              | Ferencváros            | 1–1  | 1–4    | 2–5      |
| 2024–25   | UEFA Conference League    | 2              | Brann                  | 0–0  | 1–2    | 1–2      |